# 普通科 (学校)
普通科（ふつうか）とは、日本の後期中等教育を行う学校（学校教育法第1条に規定するもの（一条校））に設置される「普通教育を主とする学科」のことである。

## 概要
一般的に普通科というと、高等学校、中等教育学校の後期課程、特別支援学校の高等部におけるものを指すことが多い。高等学校、中等教育学校の後期課程における普通科については、「高等学校設置基準」（平成16年文部科学省令第20号）の第5条第1号・第6条第1項、「高等学校学習指導要領」などに定められている。特別支援学校における普通科については、「特別支援学校の高等部の学科を定める省令」（昭和41年文部省令第2号）の第1条・第2条第1項、「特別支援学校高等部学習指導要領」などに定められている。
普通科における教育の大半を占める普通教育は、専門分野に特化した専門教育(事例として、商業高等学校の授業科目において、2/3は普通科目の授業で、1/3が商業科目である。)に対して、幅広い分野のうち、特に基礎的なものを扱うという普遍的教育を目指している。学校によってはこの普通科をコースごとに分け、中には「大学進学コース」「特別進学コース」「選抜コース」などといったように、大学受験（特に難関大学など）に特化したコースを設置している所も存在する。教科としては国語・地理歴史・公民・数学・理科・英語・保健体育・家庭・芸術・情報及び総合的な学習の時間を主に履修する。一部に商業などの専門科目や学校設定教科・科目を履修する学校もある。
高等学校の普通科の生徒数は、215万535人（令和5年度・5月、学校基本調査による）であり、高等学校の本科生徒総数（290万9703人。同調査）に占める割合は、74.1%（同調査）である。普通科は2023年度時点の日本で最も高卒就職で苦戦しやすい学科である。就職希望したのにもかかわらず、工業科卒が88.4％の一方で内定率が64.1％と最も学科別で低い結果となっている。

## 普通科

### 高等学校、中等教育学校の後期課程
高等学校、中等教育学校の後期課程における教育課程の基準は、高等学校学習指導要領（文部科学省告示）に定められる。
普通科では、国語・地理歴史・公民・数学・理科・保健体育・芸術・外国語・家庭・情報という主に「普通教育に関する各教科」による教育活動が行われている。
これらの教科のほか、教科外活動として総合的な学習の時間や特別活動もある。また、学校によっては専門教科や、学校設定教科・学校設定科目を履修させる学校もある。
卒業までに取得が必要な単位数は、「各教科に属する科目」の単位数と「総合的な学習の時間」の単位数を含めて74単位以上とされている。なお、「単位」については、1単位時間を50分として、35単位時間の授業を1単位として計算することが標準とされている。普通科では学校設定教科・学校設定科目は一定単位までしか卒業に必要な単位に含められず、現行学習指導要領では20単位が上限である。
この他、高大連携科目や専門学校の科目などの学校外における学習も36単位まで校長が認定することができる。
「普通教育に関する各教科」には、それぞれ教科に属する科目が設けられ、各科目ごとの標準単位数は次のとおりである。なお、次の各科目においては一部が「必修科目」とされており、必修科目については、表内の規則に基づいて履修しなければ高等学校を卒業することはできない。
（出典：）
| 普通教育に関する 各教科 | 各教科に属する科目        | 標準単位数    | 必修科目 |
| ----------------------- | ------------------------- | ------------- | --- |
| 国語                    | 現代の国語                | 2単位         | 「現代の国語」及び「言語文化」 |
| 国語                    | 言語文化                  | 2単位         | 「現代の国語」及び「言語文化」 |
| 国語                    | 論理国語                  | 4単位         | 「現代の国語」及び「言語文化」 |
| 国語                    | 文学国語                  | 4単位         | 「現代の国語」及び「言語文化」 |
| 国語                    | 国語表現                  | 4単位         | 「現代の国語」及び「言語文化」 |
| 国語                    | 古典探求                  | 4単位         | 「現代の国語」及び「言語文化」 |
| 地理歴史                | 地理総合                  | 2単位         | 「地理総合」及び「歴史総合」 |
| 地理歴史                | 地理探求                  | 3単位         | 「地理総合」及び「歴史総合」 |
| 地理歴史                | 歴史総合                  | 2単位         | 「地理総合」及び「歴史総合」 |
| 地理歴史                | 日本史探求                | 3単位         | 「地理総合」及び「歴史総合」 |
| 地理歴史                | 世界史探求                | 3単位         | 「地理総合」及び「歴史総合」 |
| 公民                    | 公共                      | 2単位         | 「公共」 |
| 公民                    | 倫理                      | 2単位         | 「公共」 |
| 公民                    | 政治・経済                | 2単位         | 「公共」 |
| 数学                    | 数学I                     | 3単位         | 「数学I」 |
| 数学                    | 数学II                    | 4単位         | 「数学I」 |
| 数学                    | 数学III                   | 5単位         | 「数学I」 |
| 数学                    | 数学A                     | 2単位         | 「数学I」 |
| 数学                    | 数学B                     | 2単位         | 「数学I」 |
| 数学                    | 数学C                     | 2単位         | 「数学I」 |
| 理科                    | 科学と人間生活            | 2単位         | 1.「科学と人間生活」と「物理基礎」、「化学基礎」、「生物基礎」、「地学基礎」から1科目 2.「物理基礎」、「化学基礎」、「生物基礎」、「地学基礎」から3科目 (1または2のどちらか) |
| 理科                    | 物理基礎                  | 2単位         | 1.「科学と人間生活」と「物理基礎」、「化学基礎」、「生物基礎」、「地学基礎」から1科目 2.「物理基礎」、「化学基礎」、「生物基礎」、「地学基礎」から3科目 (1または2のどちらか) |
| 理科                    | 物理                      | 4単位         | 1.「科学と人間生活」と「物理基礎」、「化学基礎」、「生物基礎」、「地学基礎」から1科目 2.「物理基礎」、「化学基礎」、「生物基礎」、「地学基礎」から3科目 (1または2のどちらか) |
| 理科                    | 化学基礎                  | 2単位         | 1.「科学と人間生活」と「物理基礎」、「化学基礎」、「生物基礎」、「地学基礎」から1科目 2.「物理基礎」、「化学基礎」、「生物基礎」、「地学基礎」から3科目 (1または2のどちらか) |
| 理科                    | 化学                      | 4単位         | 1.「科学と人間生活」と「物理基礎」、「化学基礎」、「生物基礎」、「地学基礎」から1科目 2.「物理基礎」、「化学基礎」、「生物基礎」、「地学基礎」から3科目 (1または2のどちらか) |
| 理科                    | 生物基礎                  | 2単位         | 1.「科学と人間生活」と「物理基礎」、「化学基礎」、「生物基礎」、「地学基礎」から1科目 2.「物理基礎」、「化学基礎」、「生物基礎」、「地学基礎」から3科目 (1または2のどちらか) |
| 理科                    | 生物                      | 4単位         | 1.「科学と人間生活」と「物理基礎」、「化学基礎」、「生物基礎」、「地学基礎」から1科目 2.「物理基礎」、「化学基礎」、「生物基礎」、「地学基礎」から3科目 (1または2のどちらか) |
| 理科                    | 地学基礎                  | 2単位         | 1.「科学と人間生活」と「物理基礎」、「化学基礎」、「生物基礎」、「地学基礎」から1科目 2.「物理基礎」、「化学基礎」、「生物基礎」、「地学基礎」から3科目 (1または2のどちらか) |
| 理科                    | 地学                      | 4単位         | 1.「科学と人間生活」と「物理基礎」、「化学基礎」、「生物基礎」、「地学基礎」から1科目 2.「物理基礎」、「化学基礎」、「生物基礎」、「地学基礎」から3科目 (1または2のどちらか) |
| 保健体育                | 体育                      | 7単位 - 8単位 | 「体育」及び「保健」 |
| 保健体育                | 保健                      | 2単位         | 「体育」及び「保健」 |
| 芸術                    | 音楽I                     | 2単位         | 「音楽I」、「美術I」、「工芸I」および「書道I」のうちから1科目 |
| 芸術                    | 音楽II                    | 2単位         | 「音楽I」、「美術I」、「工芸I」および「書道I」のうちから1科目 |
| 芸術                    | 音楽III                   | 2単位         | 「音楽I」、「美術I」、「工芸I」および「書道I」のうちから1科目 |
| 芸術                    | 美術I                     | 2単位         | 「音楽I」、「美術I」、「工芸I」および「書道I」のうちから1科目 |
| 芸術                    | 美術II                    | 2単位         | 「音楽I」、「美術I」、「工芸I」および「書道I」のうちから1科目 |
| 芸術                    | 美術III                   | 2単位         | 「音楽I」、「美術I」、「工芸I」および「書道I」のうちから1科目 |
| 芸術                    | 工芸I                     | 2単位         | 「音楽I」、「美術I」、「工芸I」および「書道I」のうちから1科目 |
| 芸術                    | 工芸II                    | 2単位         | 「音楽I」、「美術I」、「工芸I」および「書道I」のうちから1科目 |
| 芸術                    | 工芸III                   | 2単位         | 「音楽I」、「美術I」、「工芸I」および「書道I」のうちから1科目 |
| 芸術                    | 書道I                     | 2単位         | 「音楽I」、「美術I」、「工芸I」および「書道I」のうちから1科目 |
| 芸術                    | 書道II                    | 2単位         | 「音楽I」、「美術I」、「工芸I」および「書道I」のうちから1科目 |
| 芸術                    | 書道III                   | 2単位         | 「音楽I」、「美術I」、「工芸I」および「書道I」のうちから1科目 |
| 外国語                  | コミュニケーション英語I   | 3単位         | 「コミュニケーション英語I」 （英語以外の外国語を履修する場合は、 学校設定科目として設ける1科目とし、 その標準単位数は3単位とする。）                                         |
| 外国語                  | コミュニケーション英語II  | 4単位         | 「コミュニケーション英語I」 （英語以外の外国語を履修する場合は、 学校設定科目として設ける1科目とし、 その標準単位数は3単位とする。）                                         |
| 外国語                  | コミュニケーション英語III | 4単位         | 「コミュニケーション英語I」 （英語以外の外国語を履修する場合は、 学校設定科目として設ける1科目とし、 その標準単位数は3単位とする。）                                         |
| 外国語                  | 論理・表現I               | 2単位         | 「コミュニケーション英語I」 （英語以外の外国語を履修する場合は、 学校設定科目として設ける1科目とし、 その標準単位数は3単位とする。）                                         |
| 外国語                  | 論理・表現II              | 4単位         | 「コミュニケーション英語I」 （英語以外の外国語を履修する場合は、 学校設定科目として設ける1科目とし、 その標準単位数は3単位とする。）                                         |
| 外国語                  | 論理・表現III             | 2単位         | 「コミュニケーション英語I」 （英語以外の外国語を履修する場合は、 学校設定科目として設ける1科目とし、 その標準単位数は3単位とする。）                                         |
| 家庭                    | 家庭基礎                  | 2単位         | 「家庭基礎」、「家庭総合」のうちから1科目 |
| 家庭                    | 家庭総合                  | 4単位         | 「家庭基礎」、「家庭総合」のうちから1科目 |
| 情報                    | 情報I                     | 2単位         | 「情報I」 |
| 情報                    | 情報II                    | 2単位         | 「情報I」 |
| 理数                    | 理数探求基礎              | 1単位         | |
| 理数                    | 理数探求                  | 2単位 - 5単位 | |
| 総合的な学習の時間      |                           | 3単位 - 6単位 | （必修） |

なお「専門教育を主とする学科」（専門学科）においては、一部の「必修科目」を「専門教育に関する各教科」に属する科目によって代替することも認められているが、普通科においてはこのような措置は一切ない。

### 特別支援学校の高等部
特別支援学校の高等部における教育課程の基準は、特別支援学校高等部学習指導要領（文部科学省告示）に定められる。

#### 視覚障害者、聴覚障害者、肢体不自由者、病弱者
視覚障害者、聴覚障害者、肢体不自由者または病弱者である生徒に対する教育を行う特別支援学校においては、高等学校、中等教育学校の後期課程に準じた、主に「普通教育に関する各教科」による教育活動が行われている。
そのほか、教科外活動として総合的な学習の時間や特別活動に加え、自立活動もある。また、学校によっては専門教科や、学校設定教科・学校設定科目を履修させる学校もある。
卒業までに取得が必要な単位数および「単位」の計算については、高等学校、中等教育学校の後期課程に準じて行われる。

#### 知的障害者
知的障害者である生徒に対する教育を行う特別支援学校における各教科については次のとおりである。 
- 特に示す場合を除き、全ての生徒に履修させるもの

国語、社会、数学、理科、音楽、美術、保健体育、職業
- 学校や生徒の実態を考慮し、必要に応じて設けることができるもの

外国語、情報
これらの教科のほか、教科外活動として道徳、総合的な学習の時間、特別活動ならびに自立活動もある。
各教科、道徳、総合的な学習の時間、特別活動（ホームルーム活動に限る）および自立活動の総授業時数は、 各学年とも1,050単位時間（１単位時間は50分として計算するものとする）を標準とし、特に必要がある場合にはこれを増加することができる。この場合、各教科等の目標および内容を考慮し、各教科および総合的な学習の時間の配当学年および当該学年における授業時数、道徳、特別活動および自立活動の各学年における授業時数を適切に定めるものとする。
それぞれの授業の1単位時間は、生徒の実態および各教科等の特質を考慮して適切に定めるものとする。

## 教育課程
多くの学校では、2つ以上の類型をおいて、卒業後の進路に対応した教育が行われる。一般的に文系・理系の類型を置く学校が多い。通常文系・理系の類型選択は2年次に行われることが多い。一部の進学校においては、共通テストへの対応や、広い教養を身につけることを目的に2年生まで共通の教育課程で行い、3年次から類系選択を行うところがある。その他、学校の事情や特色に応じて、文理系・英語系などの様々な類型が置かれる。一方で類型を置かない学校もある。その場合も様々な選択科目をおいて、おのおのの進路に対応した教育課程となっている。
必修となっている科目のほとんどは1年次に配当されていることが多い。

### 文系
主に文系の大学（短期大学を含む）や専門学校への進学、公務員（一般職試験（高卒者試験）や公安系等）への就職を進路志望とする生徒に提供される類型である。国語・地理歴史・公民・英語に重点を置いた教育課程が組まれる。さらに私立大学進学に対応したコースと、数学の履修も重視した国公立大学に対応したコースに分かれる学校もある。

### 理系
主に理系の大学への進学に対応した類型である。数学・理科・英語に重点を置いた教育課程が組まれる。一方で国公立大学の多くは国語・地理歴史を共通テストの受験科目として課すため、これら2教科の必修科目の他に、選択科目授業も行う。数学は数学IIIまで履修するのが通常であるが、看護学・農学・薬学などの一部学科においては、数学IIIまで試験範囲としていない大学があるため、多くの学校では数学IIIにおいても確率・統計を場合の数まで、もしくは数学II・数学Bまでを履修するといった理系コースにしていることがある。
理科のうち、旧理科Ⅰ/理科基礎にあたる基礎の他は、物理、化学、生物、地学の4科目のうち3科目履修することが多いが、このうち地学を設置する高校は少ない。このため基礎も含め物理、化学、生物の3科目履修が多くみられる。したがって理科を2科目選択を化す大学の入試の場合には、残りの3科目の中から2つ選択することがほとんどである。

### 文理系
6教科の内容をまんべんなく履修できる類型である。主に国公立大学受験を希望する生徒のために置かれる。特に文系学部向けであることが多い。

## 新しい普通科

### 普通科総合選択制
新しい普通科のあり方の1つ。基礎学力を重視しながら、生徒の興味関心や進路に応じて、幾つか設定されたエリアから1つを選んで学習する。生徒は各エリアごとに指定されたエリア指定科目を履修する。エリア指定科目と必履修科目を除く科目は自由選択科目と呼ばれ、生徒が自由に選択して履修できる。総合学科の系列と異なり、エリアは1つを選択して履修しなければならない。選択科目の割合は、従来の普通科より多く、普通科単位制より少ない。また、系列とは異なり、エリアは専門性を深めていくものではなく、生徒の興味関心を引き出すために設置されている。どのエリアを選択しても、進学・就職両方に対応している。概ねエリア選択科目は4科目8 - 12単位程度である。
普通科総合選択制またはこれに類する新しい普通科は、北海道・神奈川県・京都府・大阪府・兵庫県（エリア選択制）などに設置されている。
複数の専門学科が設置されている高等学校で採用されている総合選択制とは異なる。
しかし、専門的な学習を深めるには不向きなシステムのため、大阪府などの一部の高校では普通科専門コースへの改編が進んでいる。

### 普通科単位制
必修科目以外は、全て選択科目となっている。授業はほとんどがクラス単位ではなく、選択した科目ごとに生徒が教室を移動して授業を受ける。学年の概念がなく、ときには2年生と3年生が同じ教室で授業を受けることがある。しかしクラス単位の活動は、ホームルームや行事、必履修科目の授業などで行われる。生徒の興味・関心・進路希望にきめ細かく対応できる。進学校で様々な受験科目に対応するために採用される進学型単位制普通科。そして、生徒が原級留置（留年）することを防ぐため、卒業までに74単位を取得できれば卒業できるように採用している高校がある。多様な選択科目を実現するために、教員の加配が行われる。

## 進路と就職難易度
普通科における卒業後の進路は、留学等も含め大学や専門学校（専修学校高等課程、例えば道府県農業大学校など）など進学、各種学校や専門者を養成するための機関である学校教育に類する教育を行う省庁大学校など進学、就職 (就業) 、高卒無業者に分かれる。

### 学科別の高卒者における就職難易度
文部科学省によると、「2024年3月高等学校卒業予定者」の2023年10月末時点の就職希望者の内定率(就職内定率)を学科別でみると「工業科卒」が88.4％であり、最も就活に強い学科となっている。2位以下は「看護学科卒(5年課程5年次の内定率)」88.1％、「商業科卒」82.8％、「水産科卒」80.7％、「農業科卒」79.2％、「福祉科卒」78.6％、「情報科卒」78.3％、「家庭科卒」78.1％となっている。「2024年3月高等学校卒業予定者」の平均就職内定率は前年同期比1.1ポイント増の77.2％であった。「総合学科卒」75.0％、「普通科卒」64.1％、この2科のみ全学科平均を下回った。普通科卒での就職希望者は、最も高卒で就職難易度が高いという結果であった。

## 普通科コース設置校
専門学科ほどではないにしろ、普通科の中で専門科目が履修出来るものをコース制と呼ぶ。入試段階から一般コースを分けて選抜する学校と、2年生進学時に選択する学校がある。体育コース・音楽コース・美術コース・福祉コース・情報コース・理数コース・国際コースなどがある。

### 北海道
- 旭川明成高等学校
- 北海道美幌高等学校
- 札幌龍谷学園高等学校
- 北海道士別東高等学校 - 定時制課程単置
- 北海道札幌厚別高等学校 - 芸術類型音楽・美術コース(2年生から)
- 旭川大学高等学校 - 体育コース
- 札幌山の手高等学校
- 白樺学園高等学校 - 体育コース
- 函館大谷高等学校
- 北海道大谷室蘭高等学校
- 北海道芸術高等学校
- 市立札幌平岸高等学校 - 普通科デザインアートコース

### 東北地方

#### 青森県
- 八戸工業大学第二高等学校 - 普通科美術コース
- 八戸聖ウルスラ学院高等学校
- 青森山田高等学校 - 特進理数コース

#### 岩手県
- 盛岡中央高等学校
- 岩手県立盛岡南高等学校
- 岩手県立不来方高等学校 - 音楽コース/美術・工芸コース
- 一関学院高等学校
- 岩手県立花巻南高等学校
- 一関修紅高等学校
- 花巻東高等学校
- 盛岡白百合学園高等学校
- 岩手高等学校
- 水沢第一高等学校
- 専修大学北上高等学校
- 盛岡誠桜高等学校
- 岩手女子高等学校
- 盛岡大学附属高等学校

#### 宮城県
- 石巻市立女子高等学校
- 気仙沼女子高等学校
- 東北高等学校
- 宮城県富谷高等学校 - 理数コース、国際コース
- 西山学院高等学校 - 陶芸コース

#### 秋田県
- 秋田県立角館南高等学校
- ノースアジア大学明桜高等学校

#### 山形県
- 新庄東高等学校
- 酒田南高等学校
- 日本大学山形高等学校
- 鶴岡東高等学校

#### 福島県
- 東日本国際大学附属昌平高等学校

### 関東地方

#### 茨城県
- 茨城県立大洗高等学校 - 音楽コース
- 茨城県立鹿島高等学校 - 情報・実務コース
- 茨城県立波崎柳川高等学校 - 体育コース
- 茨城県立中央高等学校 - スポーツ科学コース
- 茨城県立三和高等学校 - ヒューマンサービスコース
- 常総学院高等学校
- 聖徳大学附属取手聖徳女子高等学校 - 吹奏楽コース

#### 栃木県
- 宇都宮文星女子高等学校
- 文星芸術大学附属高等学校
- 白鷗大学足利高等学校 - 普通科総合選択コース芸術エリア

#### 群馬県
- 群馬県立万場高等学校
- 学芸館高等学校
- 常磐高等学校
- 群馬県立沼田高等学校 - 数理科学コース
- 群馬県立沼田女子高等学校 - 理数コース

#### 埼玉県
- 埼玉県立伊奈学園総合高等学校
- 埼玉県立上尾橘高等学校 - 情報コース
- 埼玉県立大宮光陵高等学校 - 外国語コース
- 埼玉県立児玉高等学校 - 体育コース
- 埼玉県立白岡高等学校 - 情報コミュニケーションコース
- 埼玉県立飯能南高等学校 - スポーツコース
- 埼玉県立日高高等学校 - 情報コース
- 埼玉県立松伏高等学校 - 情報ビジネスコース
- 埼玉県立八潮高等学校 - 体育コース
- 川口市立高等学校 - 文理スポーツコース
- 小松原女子高等学校
- 川越東高等学校 - 理数コース
- 浦和学院高等学校 - アート（美術）コース

#### 千葉県
- 千葉県立沼南高柳高等学校 - 芸術コース
- 千葉県立津田沼高等学校 - 音楽コース
- 国府台女子学院高等部 - 美術・デザインコース
- 東京学館浦安高等学校 - 国際教養コース / スポーツ進学コース
- 木更津総合高等学校 - 情報ビジネスコース / 語学コース / 医療看護コース / 美術コース
- 市原中央高等学校 - HLC-I類 / HLC-II類 / GLコース
- 千葉学芸高等学校 - 公務員コース / 情報コース / 福祉コース / 芸能コース
- 暁星国際高等学校
- 鴨川令徳高等学校
- 日本体育大学柏高等学校

#### 東京都
- 東京都立深川高等学校 - 外国語コース
- 東京都立田柄高等学校 - 外国文化コース
- 東京都立片倉高等学校 - 造形美術コース
- 東京都立松が谷高等学校 - 外国語コース
- 東京都立小平高等学校 - 外国語コース
- 東京都立五日市高等学校 - ことばと情報コース
- 日本女子体育大学附属二階堂高等学校
- 蒲田女子高等学校
- 日体荏原高等学校
- 八王子高等学校
- 関東第一高等学校
- 帝京高等学校 - 特進コース / インターナショナルコース / アスリートコース
- 文京学院大学女子高等学校
- 日本工業大学駒場高等学校 - 理数特進コース
- 武蔵野大学附属千代田高等学院
- 国際基督教大学高等学校
- 女子美術大学付属高等学校
- 潤徳女子高等学校 - 美術コース
- トキワ松学園高等学校 - 美術デザインコース
- 朋優学院高等学校
- 東亜学園高等学校
- 東京実業高等学校 - 機械科 / 電気科
- 開智日本橋学園高等学校
- 吉祥女子高等学校 - 芸術系

#### 神奈川県
- 神奈川県立神奈川総合高等学校 - 個性化コース、国際文化コース
- 神奈川県立津久井高等学校
- 横浜市立戸塚高等学校 - 音楽コース
- 三浦学苑高等学校
- 湘南工科大学附属高等学校
- 桐蔭学園高等学校
- 桐光学園高等学校
- 山手学院高等学校 - 理数コース
- 藤嶺学園藤沢高等学校 - 理数コース
- 鵠沼高等学校 - 理数コース
- 相洋高等学校 - 理数コース
- 白鵬女子高等学校
- 横浜創英高等学校
- 中央大学附属横浜高等学校
- 橘学苑高等学校 - デザイン美術コース

### 中部地方

#### 新潟県
- 新潟県立長岡高等学校 - 理数コース
- 新潟県立新潟高等学校 - 理数コース
- 新潟県立新潟中央高等学校 - 学究コース
- 新潟県立新潟南高等学校 - 理数コース
- 新潟県立新潟西高等学校 - 学励コース
- 新潟県立柏崎高等学校 - 理数コース

#### 富山県
- 富山県立泊高等学校 - 観光ビジネスコース
- 富山県立入善高等学校 - 自然科学コース
- 富山県立八尾高等学校 - 福祉コース
- 富山県立富山東高等学校 - 自然科学コース
- 富山県立富山南高等学校 - 国際コース
- 富山県立水橋高等学校 - 体育コース
- 富山県立呉羽高等学校 - 音楽コース
- 富山県立大門高等学校 - 情報コース
- 富山県立高岡西高等学校 - 人間福祉コース
- 富山県立高岡南高等学校 - 人文科学コース
- 富山県立福岡高等学校 - 英語コース
- 富山国際大学付属高等学校
- 新川高等学校
- 龍谷富山高等学校
- 富山第一高等学校

#### 石川県
- 石川県立鶴来高等学校 - スポーツ科学コース
- 石川県立金沢辰巳丘高等学校 - 芸術コース
- 石川県立七尾高等学校 - 文系フロンティアコース
- 石川県立穴水高等学校 - キャリアコース
- 石川県立門前高等学校 - キャリアコース
- 小松市立高等学校 - 芸術コース

#### 山梨県
- 山梨県立北杜高等学校 - 理数コース
- 山梨県立甲府東高等学校 - 理数コース
- 山梨県立巨摩高等学校 - 理数コース
- 山梨県立白根高等学校 - 文理コース
- 山梨県立山梨高等学校 - 英理総合コース
- 山梨県立塩山高等学校 - 英数コース

#### 長野県
- 長野県高遠高等学校

#### 岐阜県
- 岐阜県立山県高等学校 - ビジネスコース
- 岐阜県立揖斐高等学校 - ビジネスコース
- 岐阜県立郡上北高等学校
- 岐阜県立多治見高等学校 - 自然科学コース
- 岐阜女子高等学校
- 中京高等学校

#### 静岡県
- 国際開洋第一高等学校
- 静岡県立熱海高等学校
- 静岡県立浜松湖北高等学校佐久間分校
- 静岡県立天竜高等学校春野校舎
- 静岡県立新居高等学校
- 沼津中央高等学校
- 常葉大学附属橘高等学校
- 静岡県立伊東高等学校城ヶ崎分校 - アートコース
- 静岡県立富士宮東高等学校 - アートコース

#### 愛知県
- 愛知県立名古屋西高等学校 - 創造表現コース
- 愛知県立中村高等学校 - 国際理解コース
- 愛知県立守山高等学校 - 情報ビジネスコース
- 愛知県立春日井高等学校 - 理数コース
- 愛知県立東郷高等学校 - 美術コース
- 愛知県立日進高等学校 - 国際コミュニケーションコース、人間環境コース
- 愛知県立長久手高等学校 - 医療・看護コース
- 愛知県立一宮西高等学校 - 国際理解コース
- 愛知県立一宮北高等学校 - 福祉実践コース、福祉探究コース
- 愛知県立津島高等学校 - 国際理解コース
- 愛知県立尾西高等学校 - 情報ビジネスコース
- 愛知県立海翔高等学校 - スポーツコース、環境防災コース
- 愛知県立半田東高等学校 - 教育コース
- 愛知県立常滑高等学校 - 国際理解コース
- 愛知県立阿久比高等学校 - 国際コミュニケーションコース
- 愛知県立東浦高等学校 - 情報ビジネスコース
- 愛知県立武豊高等学校 - 子ども発達コース
- 愛知県立衣台高等学校 - 情報ビジネスコース
- 愛知県立豊田高等学校 - 医療・看護コース
- 愛知県立安城東高等学校 - 国際理解コース
- 愛知県立安城南高等学校 - 情報活用コース
- 愛知県立一色高等学校 - 情報ビジネスコース
- 愛知県立加茂丘高等学校 - 自然科学コース
- 愛知県立豊橋東高等学校 - 国際理解コース
- 愛知県立豊橋西高等学校 - 情報活用コース
- 愛知県立豊橋南高等学校 - 教育コース
- 愛知県立田口高等学校 - 自然探究コース
- 愛知県立福江高等学校 - 福祉実践コース、観光ビジネスコース
- 名古屋市立北高等学校 - 国際理解コース
- 東邦高等学校 - 文理特進コース、人間健康コース
- 名城大学附属高等学校 - 特進クラス、国際クラス、スーパーサイエンスクラス
- 桜花学園高等学校 - 特進コース、国際キャリアコース、理数コース、保育コース、英語コース
- 中京大学附属中京高等学校 - 特進コース、国際コース
- 中部大学春日丘中学校・高等学校 - 啓明コース、創進コース
- 愛知工業大学名電中学校・高等学校 - 中高一貫コース、特進・選抜コース、スポーツコース
- 愛知中学校・高等学校 - 選抜コース、3ヶ年コース、6ヶ年コース
- 愛知みずほ大学瑞穂高等学校 - 生活インフォメーションコース
- 菊華高等学校 - 保育・福祉コース、スポーツコース、アクトコース
- 至学館高等学校 - スポーツサイエンスコース
- 名古屋大谷高等学校 - 医療・福祉進学コース
- 名古屋国際高等学校 - 国際バカロレアコース

### 近畿地方

#### 三重県
- 三重県立四日市高等学校 - 国際科学コース
- 三重県立四日市南高等学校 - 数理科学コース
- 三重県立四日市西高等学校 - 数理情報コース、比較文化・歴史コース
- 三重県立四日市四郷高等学校 - スポーツ科学コース
- 三重県立白子高等学校 - 文化教養（吹奏楽）コース
- 三重県立稲生高等学校 - 情報コース、食物調理コース、ビジネスコース、自動車工業コース、介護福祉コース、アドバンスコース
- 三重県立久居高等学校 - スポーツ科学コース
- 三重県立名張青峰高等学校 - 文理探究コース、未来創造コース
- 三重県立伊勢高等学校 - 国際科学コース
- 三重県立志摩高等学校 - 国際コース
- 三重県立尾鷲高等学校 - プログレッシブコース
- 高田高等学校 - II類数理コース
- 伊勢学園高等学校 - 看護医療コース

#### 滋賀県
- 滋賀県立愛知高等学校
- 滋賀県立彦根東高等学校（スーパーサイエンスコース）

#### 京都府
- 京都府立洛北高等学校 - スポーツ総合専攻
- 京都府立鳥羽高等学校 - リベラルアーツコース、スポーツ・教養コース、スポーツ総合専攻コース
- 京都府立東宇治高等学校 - 英語探究コース、文理探究コース
- 京都府立西城陽高等学校 - スポーツ総合専攻
- 京都府立久御山高等学校 - スポーツ総合専攻
- 京都府立亀岡高等学校 - 美術・工芸専攻
- 京都府立綾部高等学校 - スポーツ総合専攻
- 京都教育大学附属高等学校 - 自然科学コース
- 京都共栄学園高等学校
- 京都廣学館高等学校
- 立命館宇治高等学校
- 同志社国際高等学校
- 京都国際高等学校
- 京都精華学園高等学校
- 京都学園高等学校
- 京都暁星高等学校
- 京都西山高等学校
- 福知山成美高等学校

#### 大阪府
- 大阪府立池田北高等学校
- 大阪夕陽丘学園高等学校
- 帝塚山学院高等学校
- 大阪府立北野高等学校（スーパーサイエンスコース）
- 大阪府立北淀高等学校
- 好文学園女子高等学校（2008年に大阪福島女子高等学校から校名変更）
- 大阪成蹊女子高等学校
- 大阪商業大学高等学校
- 大阪商業大学堺高等学校
- 昇陽高等学校
- プール学院中学校・高等学校  - 国際コース、総合芸術コース

#### 兵庫県
- 神戸村野工業高等学校 - 総合アドバンスコース・キャリアアップコース

（国際文化系）
- 兵庫県立神戸鈴蘭台高等学校 - 国際コミュニケーションコース
- 兵庫県立宝塚西高等学校 - 国際教養コース
- 伊丹市立伊丹高等学校 - グローバル・コミュニケーションコース
- 兵庫県立明石城西高等学校 - グローバル探究コース
- 兵庫県立姫路飾西高等学校 - グローバル・コミュニケーションコース

（自然科学系）
- 神戸市立六甲アイランド高等学校
- 兵庫県立小野高等学校 - 科学総合コース
- 兵庫県立宝塚北高等学校 - グローバルサイエンスコース
- 兵庫県立明石北高等学校 - 自然科学コース
- 兵庫県立龍野高等学校 - 総合自然科学コース
- 西宮市立西宮東高等学校 - 数理・科学コース
- 兵庫県立豊岡高等学校 - 理系総合科学コース
- 兵庫県立篠山鳳鳴高等学校 - 環境科学コース
- 兵庫県立赤穂高等学校 - 自然科学コース
- 兵庫県立柏原高等学校 - ベーシック・サイエンスコース
- 兵庫県立社高等学校 - 自然科学コース（2010年度より募集停止）
- 兵庫県立津名高等学校 - 総合科学コース
- 兵庫県立福崎高等学校 - 総合科学コース
- 兵庫県立姫路飾西高等学校 - サイエンス・サーベイ・コース
- 姫路市立姫路高等学校 - 探求科学コース
- 兵庫県立明石清水高等学校 - 科学と人間コース
- 兵庫県立三木北高等学校 - サイエンスキャリアコース

（総合人間系）
- 兵庫県立御影高等学校 - 総合人文コース
- 兵庫県立尼崎高等学校 - 教育と絆コース
- 西宮市立西宮東高等学校 - 人文・社会科学コース
- 兵庫県立北条高等学校 - 人間創造コース

（健康福祉系）
- 姫路市立飾磨高等学校 - 健康福祉コース
- 須磨学園高等学校 - 特進III類理数系
- 武庫川女子大学附属高等学校（スーパーサイエンスコース）

（地域創造健康系）
- 兵庫県立村岡高等学校 - 地域アウトドアスポーツ類型

#### 奈良県
- 奈良県立西の京高等学校 - 地域創生コース
- 奈良県立平城高等学校 - 教育キャリアコース
- 奈良県立山辺高等学校 - 生活科学コース・一般コース
- 奈良県立高田高等学校 - 教育アンビシャスコース
- 奈良県立桜井高等学校 - 書芸コース、英語コース
- 奈良県立五條高等学校 - まなびの森コース
- 奈良県立大宇陀高等学校 - ライフクリエイトコース
- 奈良県立榛生昇陽高等学校 - 人間探究コース
- 奈良県立大淀高等学校 - 看護・医療コース、文理・ビジネスコース
- 奈良県立十津川高等学校 - 工芸コース
- 奈良学園高等学校 - 理数コース
- 奈良大学附属高等学校

#### 和歌山県
- 和歌山県立箕島高等学校 - スポーツコース
- 智辯学園和歌山高等学校

### 中国地方

#### 鳥取県
- 鳥取県立鳥取中央育英高等学校
- 鳥取県立鳥取西高等学校 - 自然科学コース
- 鳥取県立米子東高等学校 - 生命科学コース
- 倉吉北高等学校
- 鳥取県立岩美高等学校

#### 島根県
- 出雲北陵高等学校
- 島根県立松江東高等学校（スーパーサイエンスコース）
- 出雲北陵高等学校

#### 岡山県
- 岡山県立倉敷鷲羽高等学校 - 未来創造科
- 岡山県立和気閑谷高等学校 - キャリア探求科
- 岡山県立岡山城東高等学校 - 音楽分野
- 岡山県作陽高等学校
- 岡山学芸館高等学校
- 岡山県立岡山大安寺高等学校 - 自然科学コース
- 清心女子高等学校 - 生命科学コース
- 岡山県立総社南高等学校 - 人文系・理数系・国際系・美術工芸系

#### 広島県
- 広島県立熊野高等学校
- 広島市立沼田高等学校 - 体育コース
- 広島県立広島国泰寺高等学校 - 理数コース
- 広島県立呉三津田高等学校 - 理数コース
- 広島県立三次高等学校 - 理数コース
- 広島県立大門高等学校 - 理数コース
- 広島県立広高等学校
- 広島県立尾道東高等学校
- 広島市立舟入高等学校
- 広島市立基町高等学校
- 如水館中学校・高等学校

#### 山口県
- 誠英高等学校
- 聖光高等学校
- 山口県立西京高等学校 - 体育コース

### 四国地方

#### 香川県
- 尽誠学園高等学校
- 香川県立高松北高等学校 - サイエンスコース
- 香川県立香川中央高等学校 - 理数コース

#### 愛媛県
- 済美高等学校

#### 高知県
- 高知県立岡豊高等学校 - 芸術コース、体育コース
- 高知県立高知追手前高等学校
- 高知県立四万十高等学校 - 自然環境コース

### 九州地方

#### 福岡県
- 明光学園高等学校
- 東筑紫学園高等学校
- 福岡県立北九州高等学校 - 体育コース
- 福岡県立直方高等学校
- 福岡県立八幡中央高等学校
- 沖学園高等学校
- 大和青藍高等学校
- 筑紫台高等学校
- 福岡県立筑紫丘高等学校
- 福岡県立春日高等学校

#### 佐賀県
- 佐賀県立佐賀北高等学校
- 佐賀女子短期大学付属佐賀女子高等学校

#### 長崎県
- 活水高等学校 - 音楽コース
- 長崎県立五島高等学校 - スポーツコース

#### 熊本県
- 慶誠高等学校
- 熊本県立甲佐高等学校
- 熊本県立多良木高等学校
- 熊本県立御船高等学校
- ルーテル学院高等学校
- 玉名女子高等学校
- 熊本県立大津高等学校
- 鎮西高等学校
- 熊本県立第一高等学校 - 英語コース
- 熊本市立必由館高等学校 - 英語コース
- 熊本県立大津高等学校
- 熊本県立南関高等学校
- 熊本中央高等学校
- 熊本県立八代東高等学校 - 体育コース

#### 大分県
- 大分高等学校
- 大分東明高等学校

#### 宮崎県
- 延岡学園高等学校

#### 鹿児島県
- 鹿児島県立鶴丸高等学校
- 鹿児島県立甲南高等学校
- 鹿児島純心女子高等学校 - 英語コース
- 神村学園高等部 - 普通科英語コース
- 鹿児島県立武岡台高等学校 - 普通科外国語系(2年次から)

#### 沖縄県
- 沖縄県立豊見城南高等学校
- 沖縄県立小禄高等学校
- 沖縄尚学高等学校 - 体育・国際文化科学コース
- 沖縄県立真和志高等学校 - クリエイティブアーツコース